# Limeuil
Limeuil (en occitano Limuèlh) es una localidad y comuna francesa en la región administrativa de Aquitania, en el departamento de Dordoña, en la confluencia de los ríos Dordoña y Vézère. 
El pueblo está clasificado con el sello de calidad de Les plus beaux villages de France (Los pueblos más bellos de Francia).

## Demografía
| 823 | 748 | 778 | 806 | 880 | 859 | 904 | 910 | 828 | 856 | 817 | 840 | 804 | 793 | 757 | 802 | 641 | 604 | 534 | 572 | 449 | 429 | 431 | 414 | 383 | 415 | 430 | 350 | 317 | 351 | 335 | 315 | 345 |
| Para los censos de 1962 a 1999 la población legal corresponde a la población sin duplicidades (Fuente: INSEE [Consultar]) |     |     |     |     |     |     |     |     |     |     |     |     |     |     |     |     |     |     |     |     |     |     |     |     |     |     |     |     |     |     |     |     |